# Stefano Zannowich
Stefano Zannowich, dit aussi Zanovich Babbindon, en serbe Stjepan Zanović, né le 18 février 1751 à Budva, (Monténégro), décédé le 26 mai 1786 à Amsterdam (Provinces-Unies), connu au XVIIIe siècle comme étant le comte de Zannowich, voire le prince d'Albanie, est un de ces aventuriers de talent qui ont égayé la vie du grand monde au siècle des Lumières.
Il est cité dans ses Mémoires par Casanova qui le détestait, car Zannowich lui était peut être trop semblable sans avoir ses dons.
Homme pourtant non dépourvu de finesse, il écrivit "Lettere turche, raccolte e stampate da Stiepan Pastor-Vecchio". Constantinopoli, [Dresden], 1776. Écrites en italien et en français, on peut y lire : "Que ma carrière finisse quoique j'ai 25 ans, je n'y aurai point de regret, pourvu que les siècles à venir parlent avec admiration de mon ambition & de mes Lettres turques."
Il figure en 1783, on ne sait trop pourquoi, inscrit au tableau de la loge l’Union, troisième loge de Bruxelles, loge n° 9 des Pays-Bas autrichiens. Peut-être fut-il attiré en cette ville par la cour de Charles de Lorraine qui ne manquait pas de beaux esprits ?